# Muzeum Fryderyka Chopina w Warszawie

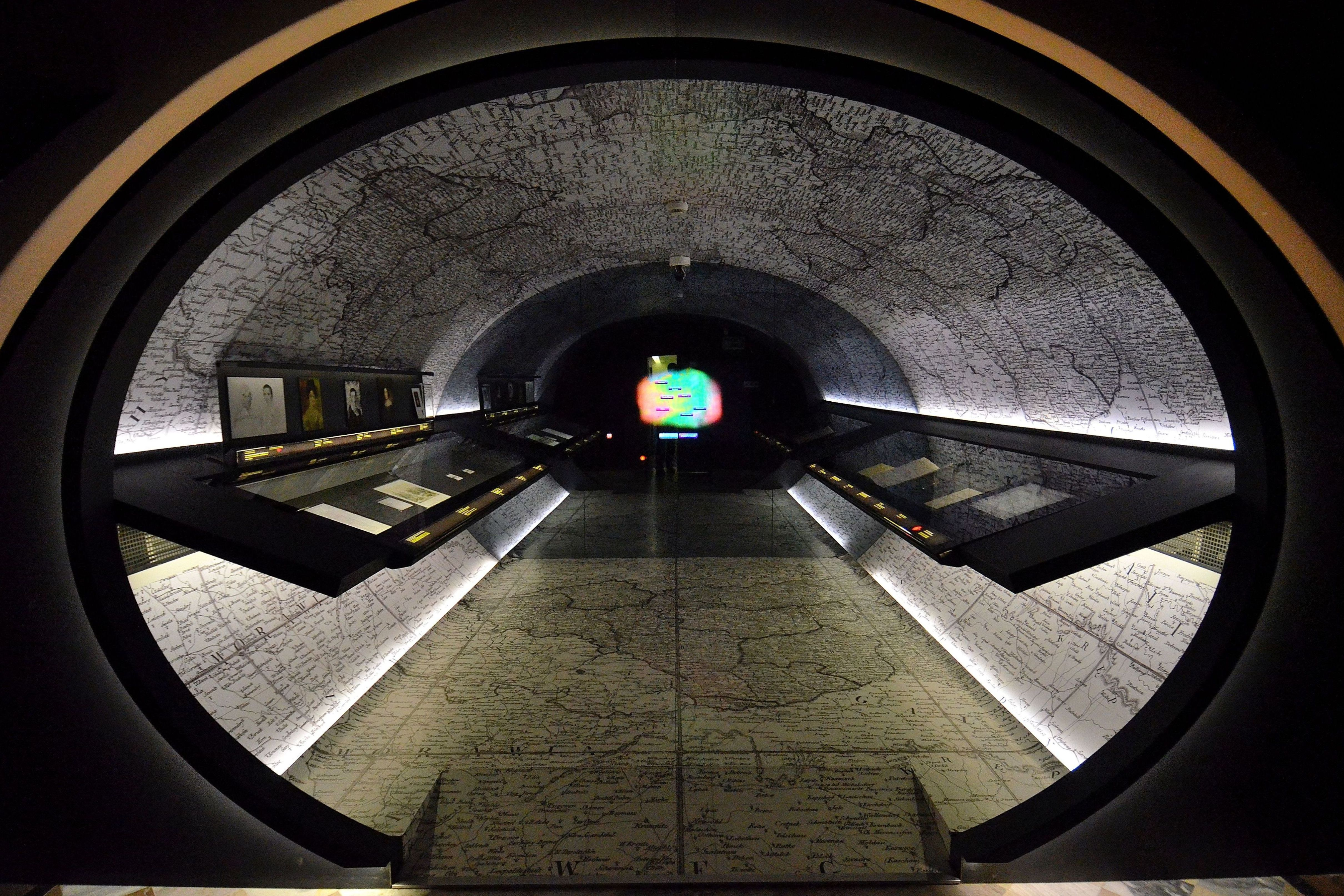
Sala Żelazowa Wola i młodzieńcze peregrynacje

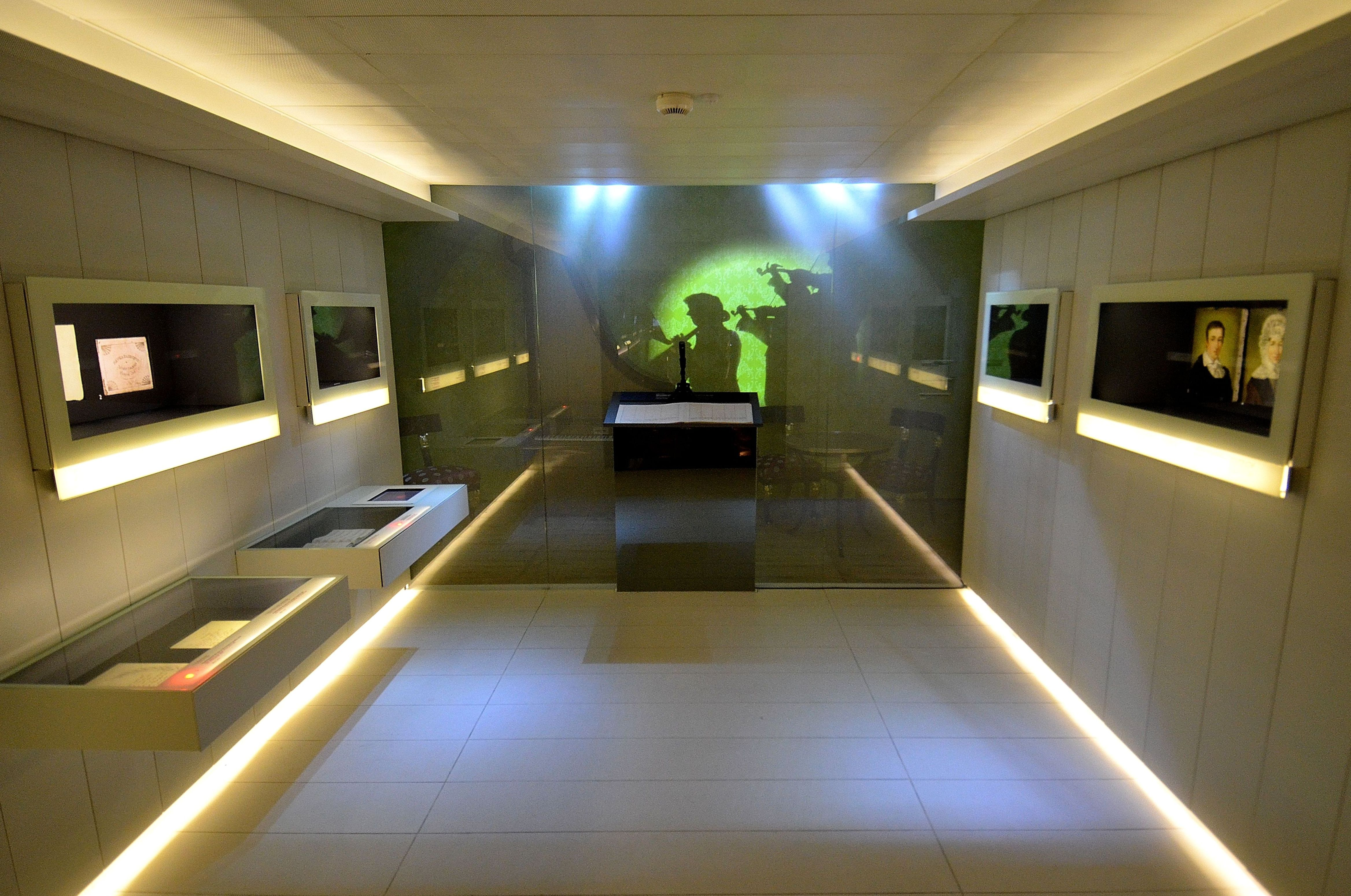
Sala Salon Mikołaja Chopina

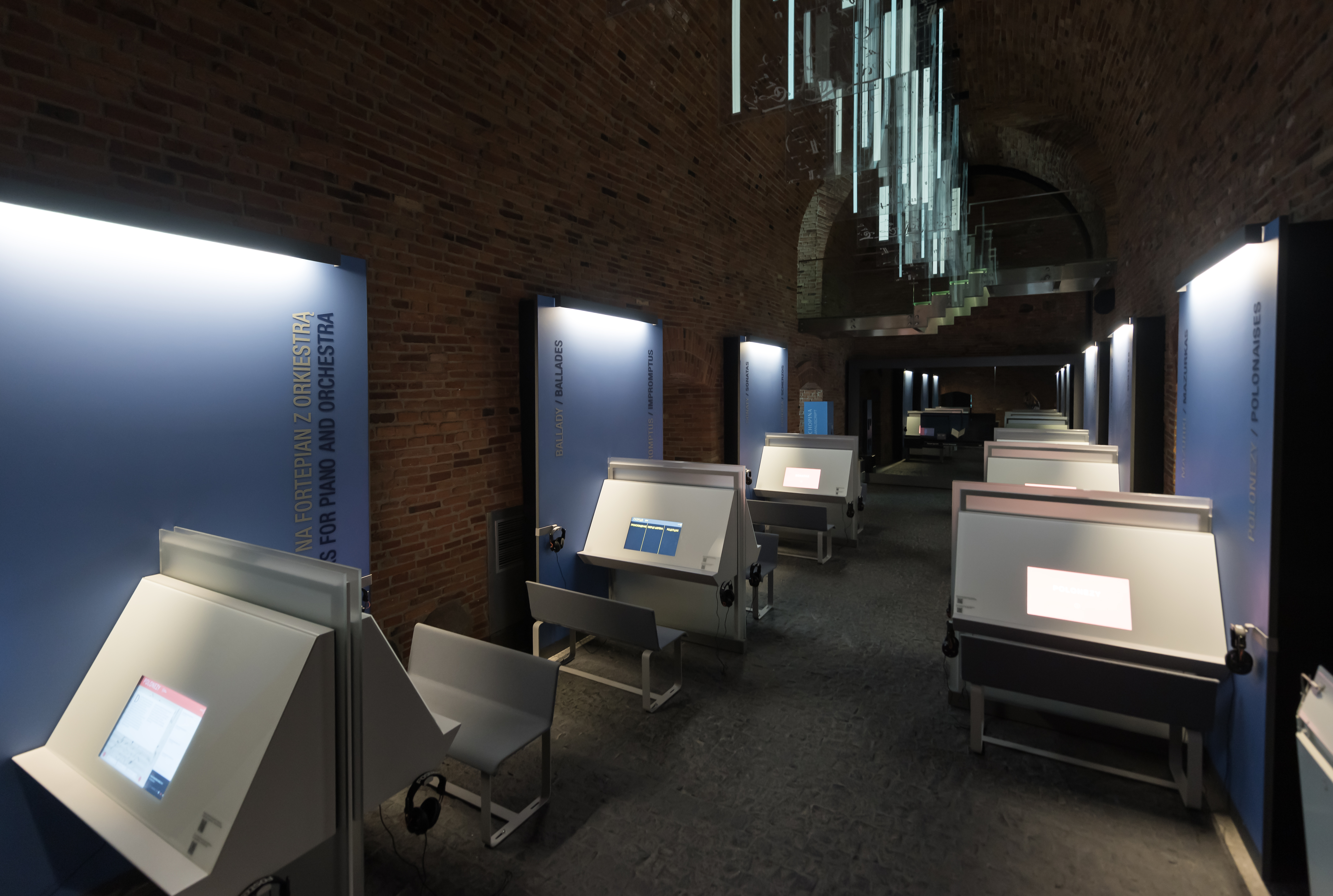
Sala Kompozytor, w której można wysłuchać utworów kompozytora

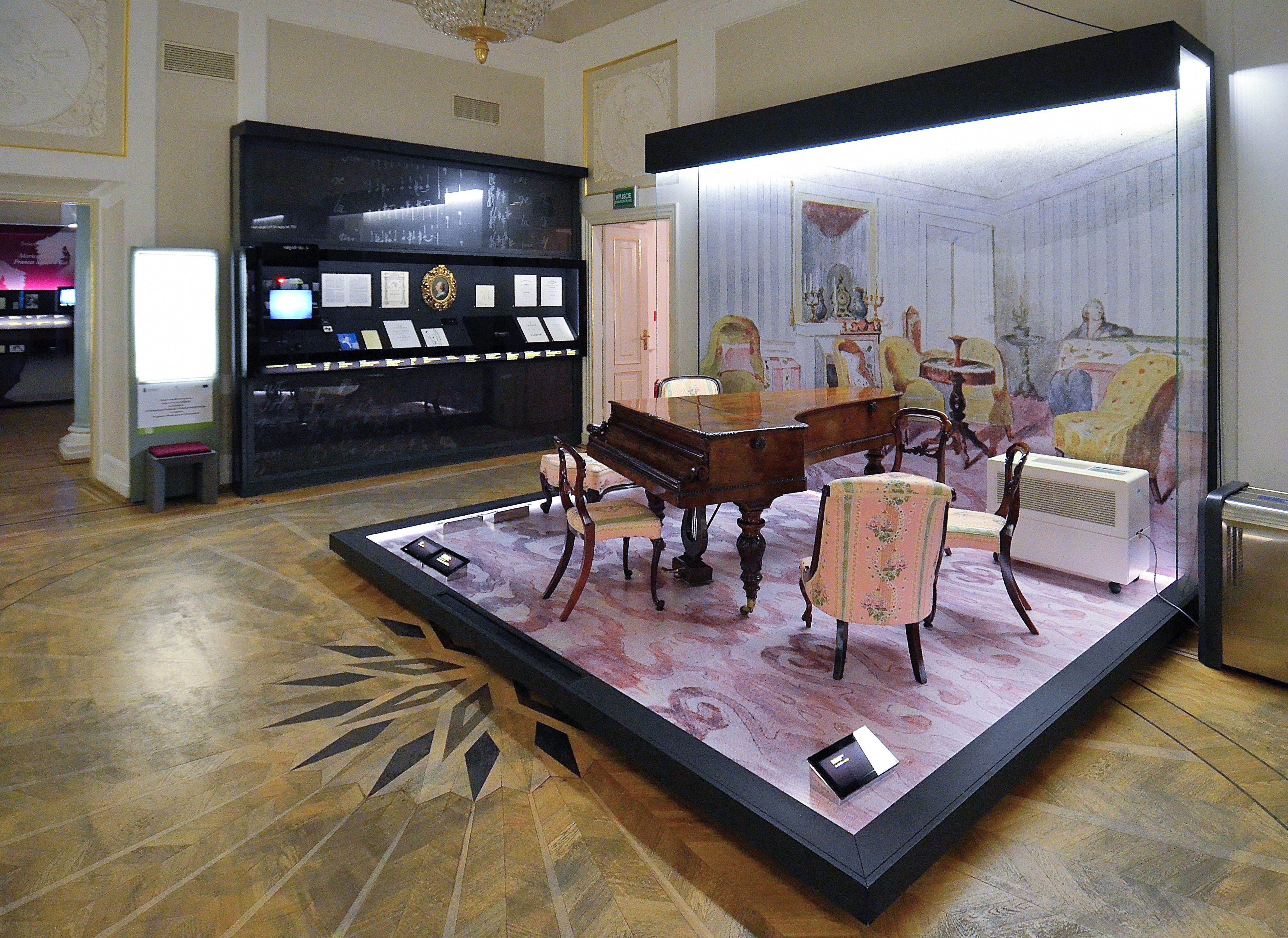
Ostatni fortepian kompozytora (Pleyel nr 14810) w sali Paryż

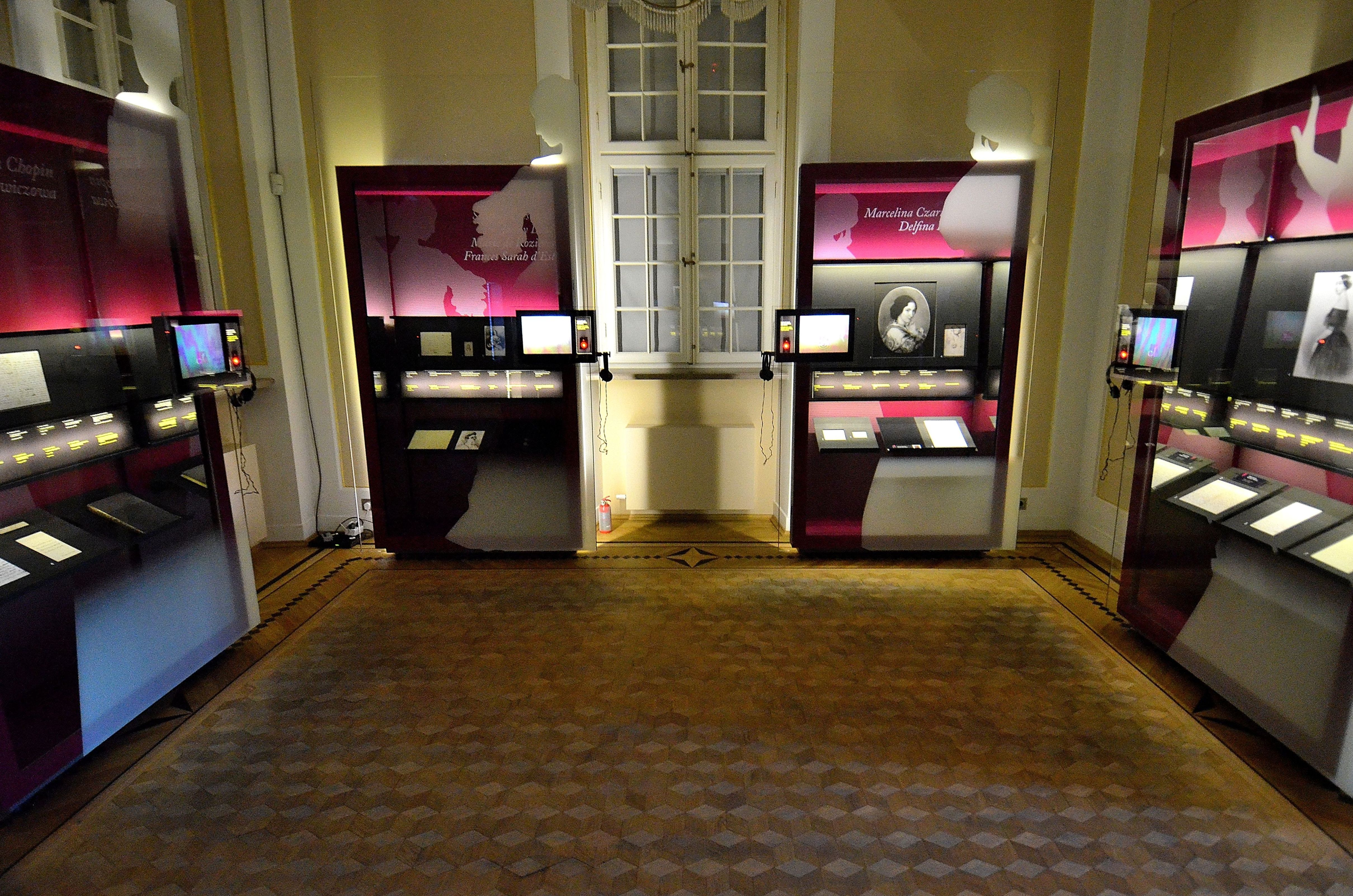
Sala Krąg Towarzyski

Muzeum Fryderyka Chopina – muzeum biograficzne poświęcone Fryderykowi Chopinowi znajdujące się w Zamku Ostrogskich przy ul. Okólnik 1 w Warszawie.
Placówka jest częścią Narodowego Instytutu Fryderyka Chopina.

## Historia
Muzeum zostało utworzone w 1955 roku przez Towarzystwo im. Fryderyka Chopina. Dokumentuje życie i twórczość Fryderyka Chopina. Jest działem Narodowego Instytutu Fryderyka Chopina.
W zbiorach muzeum znajduje się licząca ok. 7000 obiektów kolekcja ul. Okólnik 1
chopinianów. Są to m.in. rękopisy, listy oraz inne pamiątki osobiste po kompozytorze, a także fotografie, wizerunki ikonograficzne, obrazy, rysunki i grafiki. Placówka posiada największy na świecie zbiór rękopisów kompozytora. W Zamku Ostrogskich prezentowana jest tylko niewielka część zbiorów Instytutu, których gromadzenie rozpoczęło w 1899 Warszawskie Towarzystwo Muzyczne. W 1999 część tej kolekcji została wpisana na listę UNESCO Pamięć Świata.
1 marca 2010, z okazji 200. rocznicy urodzin kompozytora, w muzeum otwarto nową multimedialną ekspozycję zaprojektowaną przez włoskie studio Migliore + Servetto. Projekt architektoniczny renowacji Zamku Ostrogskich przygotowała warszawska pracownia Grzegory i Partnerzy Architekci. Ekspozycja muzealna została znacząco zwiększona poprzez adaptację piwnic. Koszt projektu wyniósł 81,5 mln zł. Środki pochodziły z budżetu państwa i z funduszy UE.
W sali koncertowej muzeum regularnie odbywają się koncerty fortepianowe. Są to przede wszystkim dwa cykle recitali - „Weekendowe recitale fortepianowe” oraz „Młode Talenty”. Na cykl weekendowy składają się krótkie recitale grane w sobotę i niedzielę trzy razy dziennie przez znanych i renomowanych pianistów. Natomiast wtorkowy cykl „Młode Talenty” daje możliwość usłyszenia niezwykle utalentowanych młodych pianistów w dłuższym, niespełna godzinnym repertuarze.
Muzeum posiada jeden oddział zamiejscowy – Dom Urodzenia Fryderyka Chopina w Żelazowej Woli. W latach 1960–2014 oddziałem muzeum był także nieistniejący Salonik Chopinów w Warszawie.

## Ekspozycja

### Poziom –1: twórczość i pianistyka Fryderyka Chopina
Sale Pianista i Kompozytor, wśród eksponatów m.in. osobisty kalendarzyk Fryderyka Chopina na 1848, kopia odlewu lewej dłoni kompozytora wykonana w 1849, oraz wyprodukowany w 1856 fortepian firmy Sébastiena Érarda (nr 26 606) należący do przyjaciela Chopina, Ferenca Liszta. Znajduje się tutaj również sala koncertowa, w której we wtorki oraz w weekendy można wysłuchać recitali fortepianowych.
Znajduje się tu również cykliczna wystawa rękopisów muzycznych Chopina. Co trzy miesiące można obejrzeć inny rękopis muzyczny, który wyszedł spod pióra kompozytora. Są to oryginalne obiekty prezentowane wraz z opracowaniem kuratorskim nakreślającym kontekst powstania danego utworu oraz samego rękopisu.

### Poziom 0: okres warszawski
Sale Żelazowa Wola i Młodzieńcze Peregrynacje mają kształt tuby, na ścianach której umieszczono mapę Europy Środkowej z początku XIX wieku. Przedstawiono w niej pamiątki związane z miejscem urodzin kompozytora, portrety członków jego rodziny oraz miejsca jego młodzieńczych podróży. Sala Warszawa poświęcona jest 20-letniemu okresowi spędzonemu przez Chopina w tym mieście. Kolejna sala to Salon Mikołaja Chopina. Na tym poziomie, vis-a-vis sali poświęconej Żelazowej Woli i młodzieńczym podróżom Chopina, znajduje się sala zabaw dla dzieci.

### Poziom 1: okres paryski
Największa z trzech znajdujących się tutaj sal, sala Paryż, jest poświęcona paryskiemu okresowi życia kompozytora. Chopin przyjechał do stolicy Francji w październiku 1831 i pozostał tutaj do końca życia. Jego gośćmi byli m.in. znani artyści, pisarze oraz czołowi przedstawiciele polskiej emigracji po powstaniu listopadowym. Ekspozycja przybliża życie towarzyskie Chopina oraz jego pracę jako prywatnego nauczyciela muzyki. Można tutaj obejrzeć m.in. ostatni fortepian kompozytora firmy Pleyel (nr 14 810), na którym grał i komponował w latach 1848-1849.
Dodatkowo w sali Paryż mieści się cykliczna wystawa listów Chopina. Ten cykl pokazów zmieniający się co trzy miesiące ukazuje bardzo osobiste aspekty Paryskiego życia kompozytora. Dzięki zachowanej korespondencji Fryderyka Chopina można bliżej poznać i lepiej zrozumieć naturę relacji, jakie kompozytor utrzymywał zarówno z rodziną i przyjaciółmi, jak i z innymi artystami. Ekspozycja jest również wyposażona w kody QR, które dają zwiedzającym możliwość usłyszenia prezentowanych listów.
W sali Krąg towarzyski przedstawiona została różnorodność i intensywność relacji Chopina z najważniejszymi ludźmi jego życia – matką Justyną i siostrą Ludwiką, jego miłościami, przyjaciółmi i przyjaciółkami, protektorami i protektorkami oraz uczennicami (m.in. Marią Kalergis, Pauline Viardot, Jane Stirling i George Sand).
Ostatnia z sal, Chopin w Podróży, ukazuje życie kompozytora poza Warszawą i Paryżem. Znajdują się tu pamiątki związane z podróżami Chopina między innymi do Hiszpanii i Anglii. Ważnym wątkiem jest tu również czas spędzony przez Chopina w Nohant, wsi w centralnej Francji upamiętnionej romansem kompozytora z George Sand. Tutaj, podczas letnich miesięcy w latach 1839–1846, Chopin skomponował wiele swoich najbardziej znanych utworów.

### Poziom 2
Piękna sala na drugim piętrze została przekształcona w salę wystaw czasowych dającą również możliwość organizowania w niej koncertów lub innych wydarzeń specjalnych.